# Oltenești
Oltenești là một xã thuộc hạt Vaslui, România. Dân số thời điểm năm 2002 là 3057 người.